# Bulbophyllum zamboangense
Bulbophyllum zamboangense är en orkidéart som beskrevs av Oakes Ames. Bulbophyllum zamboangense ingår i släktet Bulbophyllum och familjen orkidéer. Inga underarter finns listade i Catalogue of Life.